# Estructura del universo a gran escala

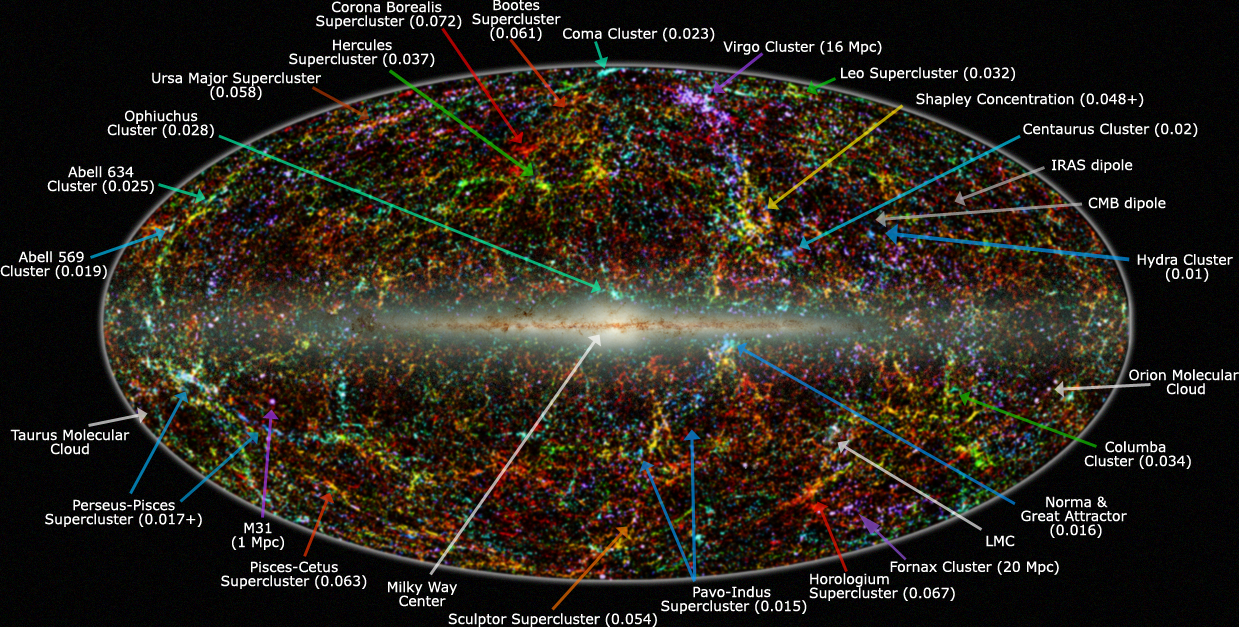
La vista panorámica de todo el cielo del infrarrojo cercano revela la distribución de galaxias más allá de la Vía Láctea. La imagen se ha obtenido del catálogo 2MASS, con más de 1.5 millones de galaxias y el Point Source Catalog (PSC), con cerca de 500 millones de estrellas en la Vía Láctea. Las galaxias están codificadas por su color de "corrimiento al rojo" obtenidos del UGC, CfA, Tully NBGC, LCRS, 2dF, 6dFGS, y de las expediciones SDSS (y de varias observaciones compiladas por la bases de datos extragaláctica de la NASA) o fotometricamente deducidas de la banda K (2.2 um). Las azules son las fuentes más cercanas (z < 0.01), las verdes están a distancias moderadas (0.01 < z < 0.04) y las rojas son las más lejanas que la 2MASS puede resolver (0.04 < z < 0.1). El mapa está proyectado con la misma área que el sistema galáctico (la Vía Láctea en medio). Gráficos de Thomas Jarret (IPAC).

En cosmología física, el término estructura a gran escala se refiere a la caracterización de las distribuciones observables de materia y luz en las mayores escalas (típicamente del orden de miles de millones de años luz). Las expediciones de observación del cielo y el mapeo de varias bandas de longitud de onda de radiación electromagnética (en particular las emisiones de 21 cm) han proporcionado mucha información sobre el contenido y el carácter de la estructura del universo. La organización de la estructura parece seguir un modelo jerárquico con la organización en la escala superior de supercúmulos y filamentos. Por encima de esto, parece que no hay ninguna estructura continuada, un fenómeno que ha sido conocido como el Final de la Grandeza, y que es una clara prueba del principio cosmológico.

## Caracterización de estructuras
La organización de estructuras podría decirse que empieza a nivel estelar, aunque muchos cosmólogos raramente abordan la astrofísica en esta escala. Las estrellas se organizan en galaxias, las cuales forman cúmulos y supercúmulos que están separados por el inmenso vacío. Hasta 1989, se asumía normalmente que los cúmulos galácticos viralizados eran las mayores estructuras en la existencia y que se distribuían más o menos uniformemente a través del universo en cada dirección. Sin embargo, basados en datos de expediciones de corrimiento al rojo, en 1989 Margaret Geller y John Huchra descubrieron la "Gran Muralla", un conjunto de galaxias a más de 500 millones de años luz de distancia y de 200 millones de años de ancho, pero solo 15 millones de años luz de profundidad. La existencia de esta estructura escapó de ser advertida durante demasiado tiempo porque requiere la localización de la posición de galaxias en tres dimensiones, que involucra combinar información de localización sobre galaxias con información de distancia del corrimiento al rojo.
En abril de 2003, se descubrió otra estructura a gran escala, la Gran Muralla de Sloan. Sin embargo, técnicamente no es una 'estructura', ya que los objetos en ella no están gravitacionalmente relacionados los unos con los otros pero solo parecen de esta forma, causados por las medidas de distancia que fue utilizado. Uno de los mayores vacíos del espacio es el vacío de Capricornio, con un diámetro estimado de 230 millones de años luz. Sin embargo, en agosto de 2007 se confirmó la existencia de un nuevo supervacío en la constelación Eridanus, que está a casi mil millones de años. Originalmente, había sido descubierto en 2004 y fue conocido como Lugar Frío del WMAP.
En estudios más recientes el universo parece una colección de vacíos gigantes similares a burbujas separados por hojas y filamentos de galaxias en el que el supercúmulo se parece a nodos ocasionales relativamente densos.

## Astrocartografía de nuestro vecindario
En el centro del supercúmulo de Virgo hay una anomalía gravitacional, conocida como el Gran Atractor, que afecta al movimiento de las galaxias en una región de cientos de millones de años luz. Todas estas galaxias están desplazadas hacia el rojo, de acuerdo con la ley de Hubble, indicando que están alejándose de nosotros y las unas con las otras, pero las variaciones en su desplazamiento al rojo son suficientes para revelar la existencia de una concentración de masa equivalente a decenas de miles de galaxias. El Gran Atractor, descubierto en 1986, se encuentra a una distancia de entre 150 millones y 250 millones de años luz (250 millones es la estimación más reciente), en la dirección de las constelaciones de Hydra y Centaurus. En su vecindario hay una preponderancia de grandes galaxias antiguas, muchas de las cuales están colisionando con sus vecinos y/o radiando grandes cantidades de ondas de radio.

## Observaciones
Otro indicador de la estructura a gran escala es el 'bosque alfa de Lyman'. Esto es una colección de líneas de absorción que aparecen en las líneas espectrales de la luz de los quasars, que son interpretados como indicadores de la existencia de grandes hojas delgadas de gas intergaláctico (principalmente hidrógeno). Estas hojas parecen estar asociadas con la formación de nuevas galaxias.
Se necesita alguna precaución a la hora de describir estructuras a una escala cósmica porque las cosas no siempre son cómo parecen ser. La curvatura de luz por gravitación (lentes gravitacionales) puede dar como resultado imágenes que parecen originarse en una dirección diferente de su fuente real. Esto es causado por objetos de fondo (como galaxias) curvando el espacio alrededor de sí mismas (como se predice en la relatividad general), desviando rayos de luz que pasan cerca. Es bastante útil, las lentes gravitacionales fuertes a veces pueden amplificar las galaxias distantes, haciéndolas más fáciles de detectar. Las lentes débiles (esquiladas gravitacionalmente) por la intervención del universo en general también cambia sutilmente la estructura a gran escala observada. En 2004, las medidas de este sutil esquilado lo muestran como una considerable promesa como una prueba de los modelos cosmológicos.
La estructura a gran escala del universo también parece diferente si solo se utiliza el corrimiento al rojo para medir distancias a galaxias. Por ejemplo, las galaxias detrás de un cúmulo galáctico serán atraídas hacia él y caerán en el y así serán ligeramente desplazadas al azul (comparado con cómo serían si no hubiera un cúmulo), en el lado cercano, las cosas estarían ligeramente desplazadas al rojo. Así, el entorno del cúmulo parecería un poco aplastado si se utilizara el corrimiento al rojo para medir distancia. Un efecto opuesto ocurre ya en las galaxias dentro de un cúmulo: las galaxias tienen algún movimiento aleatorio alrededor del centro del cúmulo y cuando estos movimientos aleatorios son convertidos en desplazamientos al rojo, el cúmulo parecerá alargado. Esto crea lo que es conocido como un dedo de Dios: la ilusión de una larga cadena de galaxias apuntando desde la Tierra.

## Modelización
Hay muchos trabajos en cosmología física que intentan modelizar la estructura a gran escala del universo. Utilizando el modelo del Big Bang y suponiendo el tipo de materia que forma el universo, se puede predecir la distribución de materia y por comparación con las observaciones ir hacia atrás para soportar o refutar ciertas teorías cosmológicas. Actualmente, las observaciones indican que gran parte del universo tiene que estar compuesto de materia oscura fría. Los modelos que asumen la materia oscura caliente o la materia oscura bariónica no se ajustan lo suficientemente bien a las observaciones. Las irregularidades en la radiación de fondo de microondas y el gran corrimiento al rojo de las supernovas proporcionan puntos de vista alternativos para restringir los mismos modelos y hay un consenso creciente de que estas observaciones conjuntas están aportando la prueba de que vivimos en un universo en aceleración.